# Rachel Zegler
Rachel Zegler, née le 3 mai 2001 à Hackensack, dans le New Jersey, aux  (États-Unis), est une actrice et chanteuse américaine.
Elle se fait connaître en interprétant le rôle de María dans le film West Side Story, réalisé par Steven Spielberg sorti en 2021. Pour son premier rôle au cinéma, son interprétation lui vaut le Golden Globe de la meilleure actrice dans un film musical ou une comédie.
Elle est à l'affiche de l'adaptation de Blanche-Neige pour les studios Disney ou encore de Hunger Games : La Ballade du serpent et de l'oiseau chanteur dans lequel elle interprète Lucy Gray, l'un des rôles principaux. Par la suite, elle jouera Juliette dans la pièce Roméo et Juliette à Broadway.

## Biographie

### Famille et enfance
Rachel Anne Zegler est née le 3 mai 2001 à Hackensack, (New Jersey, États-Unis). Elle a une sœur aînée. Sa mère est d'origine colombienne et son père polonais. Sa grand-mère maternelle a immigré de Colombie aux États-Unis dans les années 1960,.

### Débuts comme chanteuse sur Youtube (années 2010)
Rachel Zegler débute tout d'abord sa carrière d'artiste comme chanteuse en 2011. Elle poste des reprises de chansons telles que Chandelier de Sia, plusieurs titres du film A Star Is Born ou des titres de Disney sur ses réseaux sociaux.

### Débuts dans le cinéma américain et révélation (2019-2020)
En 2019, le réalisateur Steven Spielberg développe une nouvelle adaptation pour le grand écran de West Side Story avec le soutien du parolier Stephen Sondheim et Rita Moreno. Pour son film, le réalisateur souhaite se démarquer de la version précédente en proposant une œuvre qui soit plus proche de sa version scénique et où les acteurs soient latinos et américains afin d'être plus authentiques. Grâce à l'un de ses amis, elle entend parler d'un casting pour le rôle de María. D'abord hésitante, elle envoie finalement à la production une première vidéo, où elle reprend la chanson I Feel Pretty. À la demande du réalisateur Steven Spielberg, elle envoie une seconde vidéo où elle reprend la chanson Somewhere finalement interprétée par l'actrice Rita Moreno dans le film et lit quelques répliques. Après plusieurs essais avec l'acteur Ansel Elgort qui doit incarner son partenaire à l'écran, elle est finalement retenue en août 2019.
Annoncé pour 2020, le film musical, qui compte désormais à son casting Rachel Zegler, Ariana DeBose et Rita Moreno en seconds rôles, est décalé en raison de la pandémie de Covid-19. L'année suivante, Rachel Zegler est annoncée dans la suite du film de super-héros, Shazam! Fury of the Gods avec Helen Mirren, Jack Dylan Grazer et Ross Butler.
Comme pour Halle Bailey concernant La Petite Sirène, le choix de la jeune comédienne, pour Blanche-Neige, est vivement critiqué par le public et une partie de la presse, beaucoup la jugeant trop « métisse » ou « pas assez blanche » pour le rôle,. 

### Confirmation internationale (depuis 2021)
En décembre 2021, elle joue María dans la nouvelle version de West Side Story aux côtés d'Ansel Elgort qui campe son amoureux. La presse salue sa performance et le Washington Post qualifie son interprétation « d'encore plus brillante que celle de Natalie Wood », qui avait tenu le rôle dans la première version. Malgré un succès commercial mitigé, le long-métrage se distingue au cours des cérémonies de récompenses et remporte quatre nominations aux Goldens Globes, Rachel Zegler étant nommée meilleure actrice dans un film musical ou une comédie en 2021.
Après sa prestation dans West Side Story, elle reçoit de nombreuses propositions à la suite de la cérémonie des Oscars. Tandis qu'elle débute le tournage de Blanche-Neige pour les studios Disney en mai 2022 aux côtés de Gal Gadot, elle est peu de temps après officialisée dans le préquel de la saga Hunger Games : Hunger Games : La Ballade du serpent et de l'oiseau chanteur,.
Elle se lance dans un nouveau défi avec le film d'animation Spellbound, produit par la société Paramount et réalisé par Vicky Jenson. Elle incarne le rôle de la princesse Ellian, héroïne du film qui va essayer de trouver sa propre identité en quittant ses parents. Ce nouveau tournage l'associe avec le chef d'orchestre et auteur-compositeur américain Alan Menken, compositeur de la musique du film, à l'actrice australienne Nicole Kidman et à l'acteur espagnol Javier Bardem, qui doublent les parents de l'héroïne.
En 2024, elle jouera Juliette dans la pièce de théâtre Roméo and Juliette avec Kit Connor dans le rôle de Roméo. 
Le 14 mars 2025, elle fait la une des journaux à la suite de son obtention du rôle d’Eva Peron dans la comédie musicale Evita sous la direction de Jamie Lloyd.
En 2025, déjà fragilisé par des polémiques autour du casting et du scénario, le film Blanche Neige n’a pas su séduire les spectateurs. Elle fait ses débuts dans le West End en jouant Eva Perón dans une reprise d'Evita pendant l'été 2025 au London Palladium.

## Prises de positions et controverses

### Sur les accusations d'agressions sexuelles d'Ansel Elgort
Au moment de la promotion de la comédie musicale West Side Story, Rachel Zegler pour sa collaboration avec l'acteur Ansel Elgort avec qui elle partage l'affiche en raison des accusations d'agressions sexuelles dont il fait l'objet. D'abord silencieuse, cette non-position lui sera fortement reprochée, ainsi qu'au cinéaste Steven Spielberg.
L'actrice décide de s'exprimer par voie de presse sur le sujet et déclare alors qu'elle n'avait aucune connaissance des accusations au moment du début du tournage, car ces dernières n'étaient pas encore sorties et qu'elle ne connaissait pas le comédien et chanteur personnellement. Plus tard, elle déclarera avoir été très « mal à l'aise » de devoir constamment s'expliquer sur le sujet.

### Sur sa présence à la cérémonie des Oscars 2022
Le remake de West Side Story par Spielberg rencontre un succès critique.
La comédie musicale produite par la 20th Century Studios se voit nommer pour 7 Oscars dont ceux de meilleur réalisateur et meilleure actrice dans un second rôle — égalant presque les nominations de la première mouture. Contrairement à ce qui est annoncé par les pronostics, Rachel Zegler qui faisait figure de favorite, n’est pas nommée dans la catégorie de la meilleure actrice. De ce fait, l’Academy of Motion Pictures Arts and Science (AMPAS) qui organise l’évènement ne la convie pas, dans un premier temps, à la cérémonie des Oscars 2022. La jeune femme assure alors avoir tenté de convaincre l’AMPAS de venir représenter le film en compagnie de son amie Ariana DeBose, ou de son metteur en scène, sans succès.
Face aux pressions, l’Academy of Motion Pictures Arts and Science décide de revenir sur son choix et invite finalement Rachel Zegler à se joindre aux invités, mais également à remettre le prix des meilleurs effets visuels en compagnie de l’acteur australien Jacob Elordi. Par la suite, l’actrice est invitée à rejoindre les membres de l’Académie des Oscars, tout comme Ariana DeBose à la suite de sa victoire.

### Sur son rôle dans le remake deBlanche-Neige
L'actrice est sous le feu des projecteurs à la suite de son audition par les studios Disney pour le film Blanche-Neige, où elle doit incarner le rôle principal. À l'instar d'un autre choix artistique, celui de la comédienne Halle Bailey pour la comédie musicale La Petite Sirène produit par le même studio, l'actrice et chanteuse se trouve au centre d'une polémique involontairement. En effet, son choix pour interpréter Blanche-Neige, un personnage européen censé avoir la peau blanche, est fortement critiqué.
Rachel Zegler répond à la polémique en déclarant : « Blanche Neige est une énorme icône, que vous parliez du dessin animé de Disney, de différentes versions, du conte de fées de Grimm ou de toutes les histoires qui l’accompagnent. Mais vous ne voyez jamais de gens qui me ressemblent, ou qui sont moi, jouer de tels rôles. Ce sont des gens que nous devons éduquer... Qu'ils prennent conscience... Nous devons les aimer pour les amener dans la bonne direction. Car au bout du compte, j'ai un travail à faire que j'ai vraiment hâte de faire. Je vais devenir une princesse latina ! ».
Dans cette polémique, elle reçoit le soutien de l'acteur Andrew Garfield.
En août 2023, plusieurs interviews refont surface, dans lesquelles elle tient des propos dénigrant le film original, ce qui lui vaut une vague de critiques sur les réseaux sociaux.
En août 2024, lors d'un message promotionnel pour le film, elle en profite pour afficher un message de soutien à la Palestine ce qui relance la polémique.

### Sur le travail des coordinateurs d'intimité
En août 2022, elle critique le comédien Sean Bean qui remet en question l'importance et le travail des coordinateurs d'intimité, un nouveau métier apparu dans le monde du divertissement après l'affaire Weinstein et l'apogée du mouvement MeToo (2016-2017). Il vise à assurer l'accompagnement des acteurs lors de scènes de sexe ou de nudité.
Pour justifier son propos, elle déclare : « Les coordinateurs d’intimité mettent en place un environnement sûr pour les acteurs. J’étais extrêmement reconnaissante d’en avoir un sur West Side Story – il a fait preuve d’élégance envers moi, qui étais une novice, et a éduqué ceux qui m’entouraient et qui avaient des années d’expérience. La spontanéité lors des scènes intimes peut être dangereuse. Réveillez-vous. ».

### Soutien à la Palestine
Durant la guerre à Gaza de 2023 qui dure encore aujourd'hui, Rachel Zegler prend position en faveur de la Palestine par un message sur Twitter (le 13 août 2024), qu’elle a maintenu malgré les pressions des producteurs de la maison Disney pour qu'elle retire son tweet.

## Vie privée
En février 2022, elle confirme être en couple avec l'acteur Josh Andrés Rivera qui interprète le rôle de Chino dans la relecture de West Side Story par Steven Spielberg et Tony Kushner. Ils officialisent leur relation durant la 94e cérémonie des Oscars. Ils ne sont plus ensemble aujourd'hui. 
En juillet 2025, elle officialise son couple avec le danseur Nathan Louis-Fernand, rencontré pendant les répétitions de la nouvelle adaptation de la comédie musicale Evita,.

## Filmographie

### Cinéma
Longs métrages
- 2021 : West Side Story de Steven Spielberg : María
- 2023 : Shazam! La Rage des Dieux (Shazam! Fury of the Gods) de David F. Sandberg : Anthea
- 2023 : Hunger Games : La Ballade du serpent et de l'oiseau chanteur (The Hunger Games: The Ballad of Songbirds & Snakes) de Francis Lawrence : Lucy Gray Baird
- 2024 : Y2K de Kyle Mooney : Laura
- 2025 : Blanche Neige (Snow White) de Marc Webb : Blanche-Neige
- 2026 : She Gets It From Me de Julia von Heinz : Nicky

#### Longs métrages d'animation
- 2024 : Ellian et le Sortilège (Spellbound) de Vicky Jenson : la princesse Ellian

### Podcasts
- 2021 : Princess of South beach de Jasmine Romero : Maria Del Carmen / Gloria Calderon (rôles principaux)

## Théâtre
- 2024 - 2025 : Romeo + Juliet au Circle in the Square Theatre, Broadway : Juliet
- 2025 : Trisha Paytas' Big Broadway Dream! au St. James Theatre, Broadway : elle même (une seule nuit)
- 2025 : Evita au London Palladium, West End : Eva Perón

## Distinctions

### Récompenses
- National Board of Review Awards 2021 : meilleure actrice pour West Side Story
- Golden Globes 2022 : meilleure actrice dans un film musical ou comédie pour West Side Story
- People's Choice Awards 2024 : star de l'année dans un film d'action pour Hunger Games : La Ballade du serpent et de l'oiseau chanteur

### Nominations
- Critics' Choice Movie Awards 2022 : meilleur espoir pour West Side Story

## Voix francophones

### En France
- Aurélie Konaté dans :
  - 2021 : West Side Story
  - 2025 : Blanche Neige (premiers trailers uniquement)

Et aussi
- 2023 : Shazam! La Rage des Dieux : Kaycie Chase
- 2023 : Hunger Games : La Ballade du serpent et de l'oiseau chanteur : Rebecca Benhamour
- 2024 : Ellian et le Sortilège : Jaynelia Coadou
- 2025 : Blanche Neige : Emmylou Homs

### Au Québec
- Geneviève Bédard dans :
  - 2021 : West Side Story
  - 2023 : Hunger Games : La Ballade du serpent et de l'oiseau chanteur
  - 2024 : L’An 2000

Et aussi
- 2023 : Shazam! La Rage des Dieux : Célia Gouin-Arsenault
- 2025 : Blanche Neige : Romane Denis